# Lander (cráter)

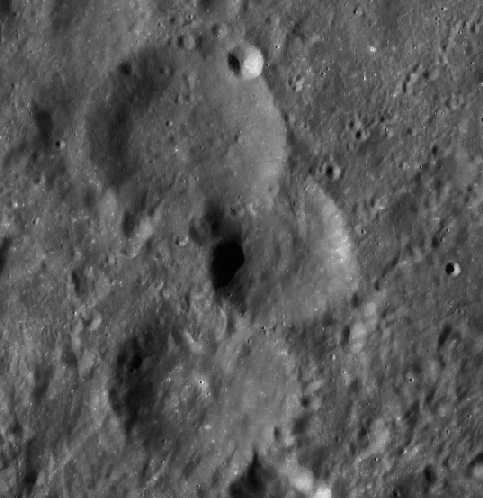
Fotografía de la misión Lunar Reconnaissance Orbiter

Lander es un cráter de impacto que se encuentra justo al norte-noreste del prominente cráter Tsiolkovskiy, en la cara oculta de la Luna.
|  |

Junto al borde noreste de Lander se halla Volkov J, que se une con Volkov al norte. Justo al sureste de Lander aparece Patsaev. Lander no puede ser visto directamente desde la Tierra, y debe ser observado desde naves en órbita. Se trata de una formación de cráteres desgastada y erosionada, con un perfil que ha quedado mal definido y suavizado debido a los impactos posteriores y posiblemente a la superposición de materiales eyectados principalmente por Tsiolkovskiy. El borde interior es más ancho y tiene una pendiente más suave en el lado oriental. El suelo interior es relativamente llano, pero contiene algunas pequeñas elevaciones. Solo unos cuantos cráteres minúsculos salpican el borde y el interior de esta formación.

## Cráteres satélite
Por convención estos elementos son identificados en los mapas lunares poniendo la letra en el lado del punto medio del cráter que está más cercano a Lander.
|        | \| Lander \| Coordenadas \| Diámetro \| \| ------ \| ------------------------------- \| -------- \| \| K \| 16°12′S 132°12′E / -16.2, 132.2 \| 23 km \| |          |
| Lander | Coordenadas | Diámetro |
| K      | 16°12′S 132°12′E / -16.2, 132.2 | 23 km    |